# Край Леса
Край Леса (на картах иногда обозначается как Край Лесов или Крайлес) — населённый пункт на северо-востоке Нижеколымского района в Якутии. Село расположено на востоке острова Мархаяновский, на западном побережье рукава Берёзкина (напротив острова Утиный Клюв ) протока Каменная Колыма, основного протока дельты Колымы. Название этого места произошло от того, что здесь тайга переходит в тундру; тут, может быть, произрастает самое северное дерево (лиственница) в России.
В 1940 году село уже существовало. Возможно, что оно как и Михалкино, было создано ГУЛАГом во время второй мировой войны как небольшой перевалочный порт для перевозки речных грузов. В 1960 году почтовая станция, функционировавшая с 1940 года, прекратила своё существование в связи с ликвидацией порта.